# Idaea paniensis
Idaea paniensis là một loài bướm đêm trong họ Geometridae.